# Real Love (musikalbum)
Real Love är ett musikalbum av Dolly Parton från 1985. Det var hennes 28:e album. Det producerades av David Malloy (mest berömd för sitt arbete med Eddie Rabbitt), och var Dolly Partons sista nyaalbum RCA, skivbolaget hon då sjungit på i 18 år. Albumet innehöll de topplacerade countrysinglarna "Real Love" (en duett med Kenny Rogers, som även nådde placeringen #91 på USA:s poplistor) och "Think About Love", liksom tredjeplacerade countrysingeln "Don't Call it Love" och sjuttondeplacerade (på topp 20) countrysingeln "Tie Our Love (In a Double Knot)", och en cover på Nanci Griffiths "Once in a Very Blue Moon".
Under Dolly Partons Europaturné 2007 återlanserades albumet på BMG Germany (en avdelning av Sony/BMG) på två CD-skivor, tillsammans med Burlap & Satin från 1983.

## Låtlista
1. "Think About Love"
2. "Tie Our Love (in a Double Knot)"
3. "We Got Too Much"
4. "It's Such a Heartache"
5. "Don't Call It Love"
6. "Real Love (duett med Kenny Rogers)
7. "I Can't Be True"
8. "Once in a Very Blue Moon"
9. "Come Back to Me"
10. "I Hope You're Never Happy"

## Singlar
- "Don't Call It Love" - Country #3 / Adult Contemporary #12
- "Real Love" - Country #1 / Pop #91 / Adult Contemporary #13
- "Think About Love" - Country #1
- "Tie Our Love (In A Double Knot)" - Country #17

## Listplaceringar
| Lista (1985) | Topplacering |
| ------------ | ------------ |
| Sverige      | 30           |

### Fotnoter
1. ↑  Länk
2. ↑  Listplacering

Den här artikeln är helt eller delvis baserad på material från engelskspråkiga Wikipedia.